# Côte des Flandres
Pour les articles homonymes, voir Berlioz (homonymie).
Le Côte des Flandres est un ferry lancé en 2005 sous le nom de SeaFrance Berlioz. Racheté par DFDS en 2016, il est rebaptisé de son nom actuel. Conçu pour accueillir 1 900 passagers, il effectue les liaisons transmanches de la ligne Calais - Douvres.

## Historique
Construit par les Chantiers de l'Atlantique pour la compagnie maritime SeaFrance qui l'exploite jusqu'à sa liquidation en 2012, le Berlioz est l'un des trois ferrys racheté par la société Eurotunnel sur les quatre que possédait SeaFrance. La SCOP des anciens salariés de SeaFrance le loue au sein de la nouvelle compagnie française MyFerryLink. En juillet 2015, la SCOP est mise en liquidation judiciaire et cesse son activité. Il est racheté en 2016 par DFDS et rebaptisé Côte des Flandres.

## Caractéristiques techniques
La propulsion est assurée par quatre moteurs diesels Wärtsilä (deux 12V46B de 11 700 kW chacun et de deux 8L46B de 7 800 kW chacun) et deux hélices à pas variable. Deux gouvernails de type Becker[Quoi ?] ainsi que quatre propulseurs (trois à l'étrave, un à l'arrière) permettent les manœuvres. Quatre groupes diesels-alternateurs 1 440 kW chacun) fournissent la production d'électricité du bord.

## Restauration et services
Le navire propose plusieurs types de restauration :
- self service Le Relais (350 places) ;
- restaurant La Brasserie (60 places) ;
- café bar Latitudes (260 places) ;
- café Le Parisien (350 places) ;
- bar Le Pub (450 places) ;
- restaurant des chauffeurs professionnels Le Routier (160 places).

Différents types de loisirs et de distraction accueillent aussi les voyageurs :
- boutiques ;
- aire de jeux pour les enfants ;
- salle de jeux vidéo.

## Navire jumeau
- Le Côtes des Dunes (ex-Rodin)

## Photothèque

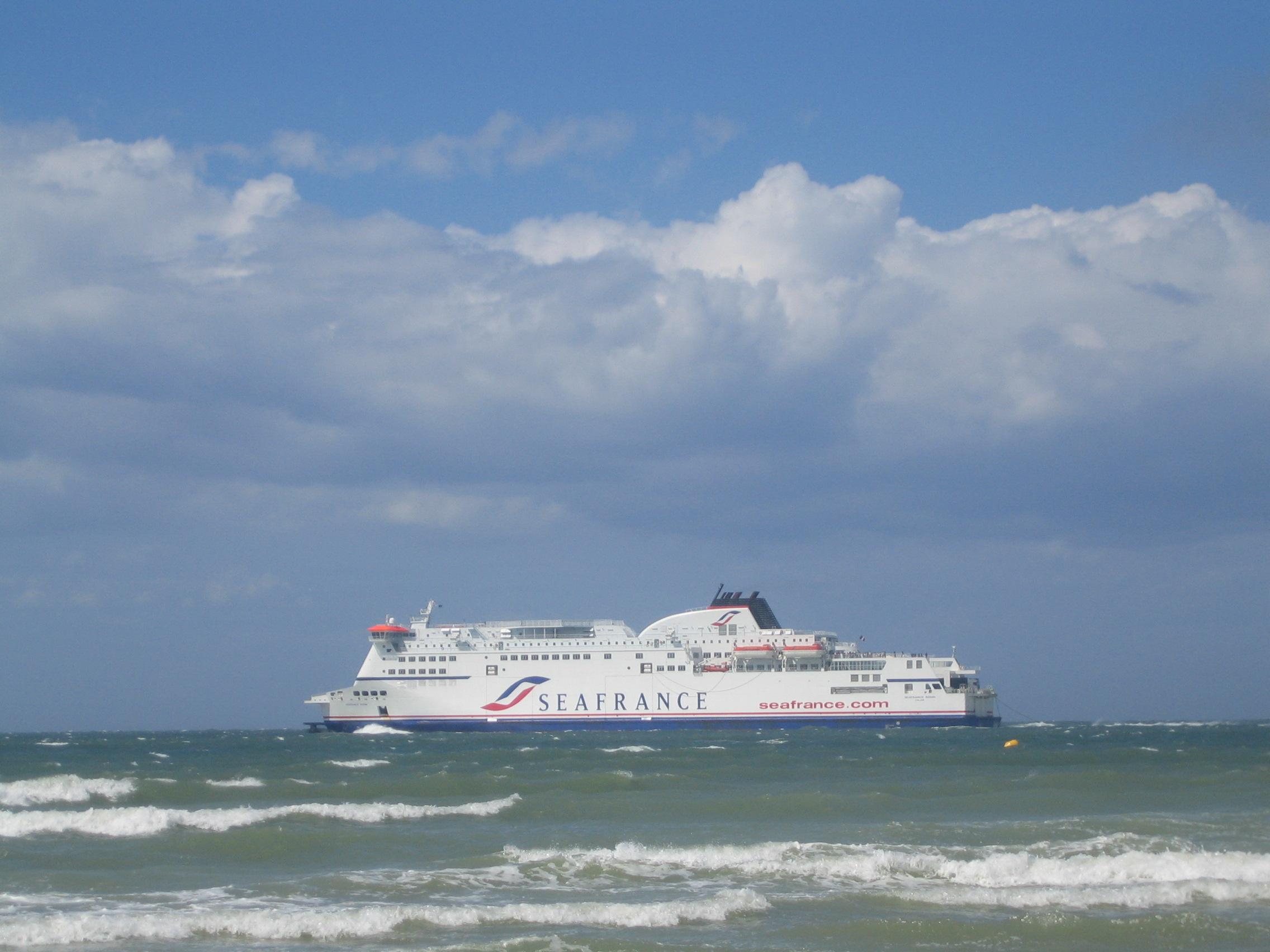
Le SeaFrance Berlioz en face de la plage de Calais.
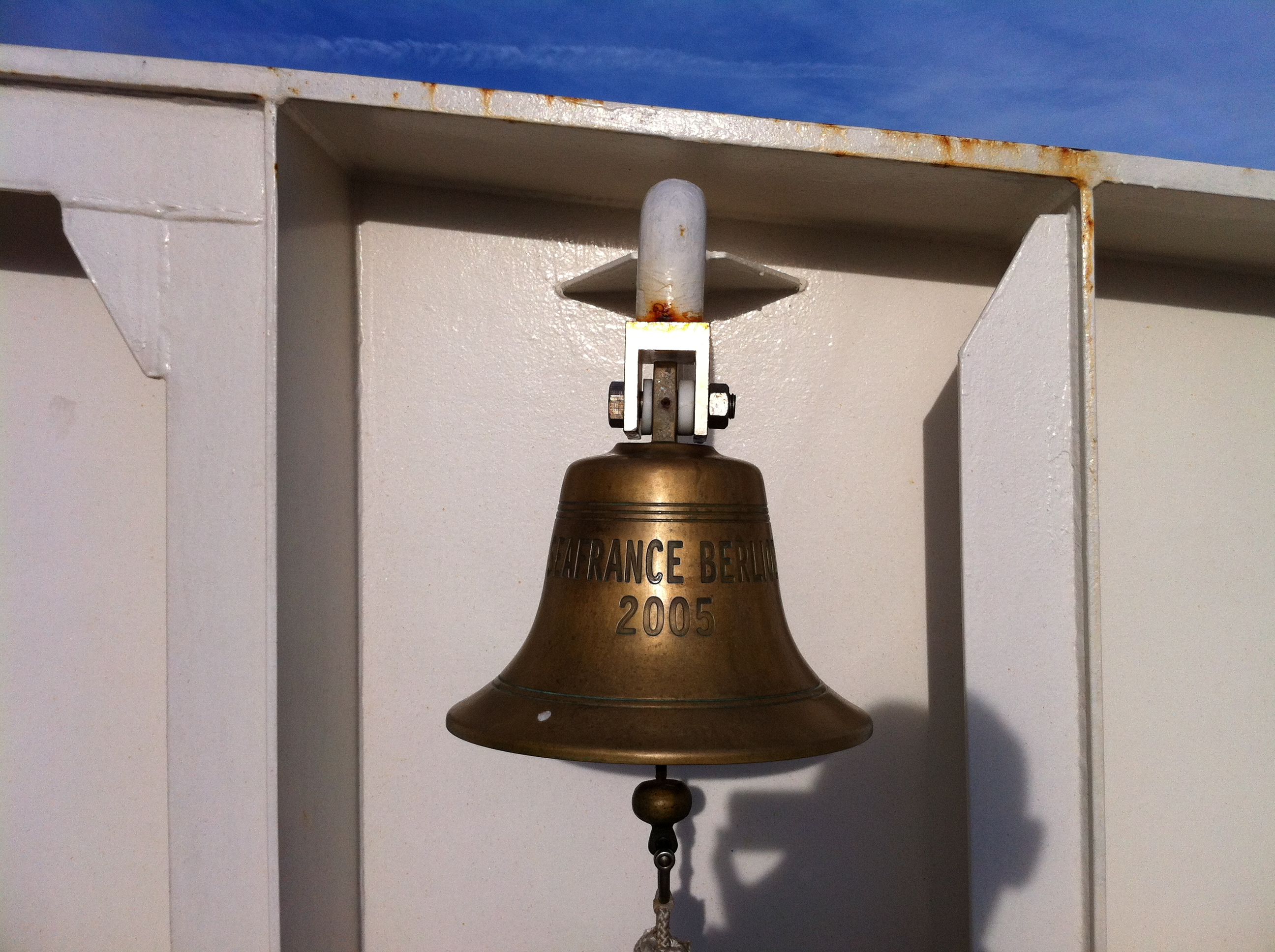
Cloche du Seafrance Berlioz, au moment de la liquidation de la compagnie SeaFrance.
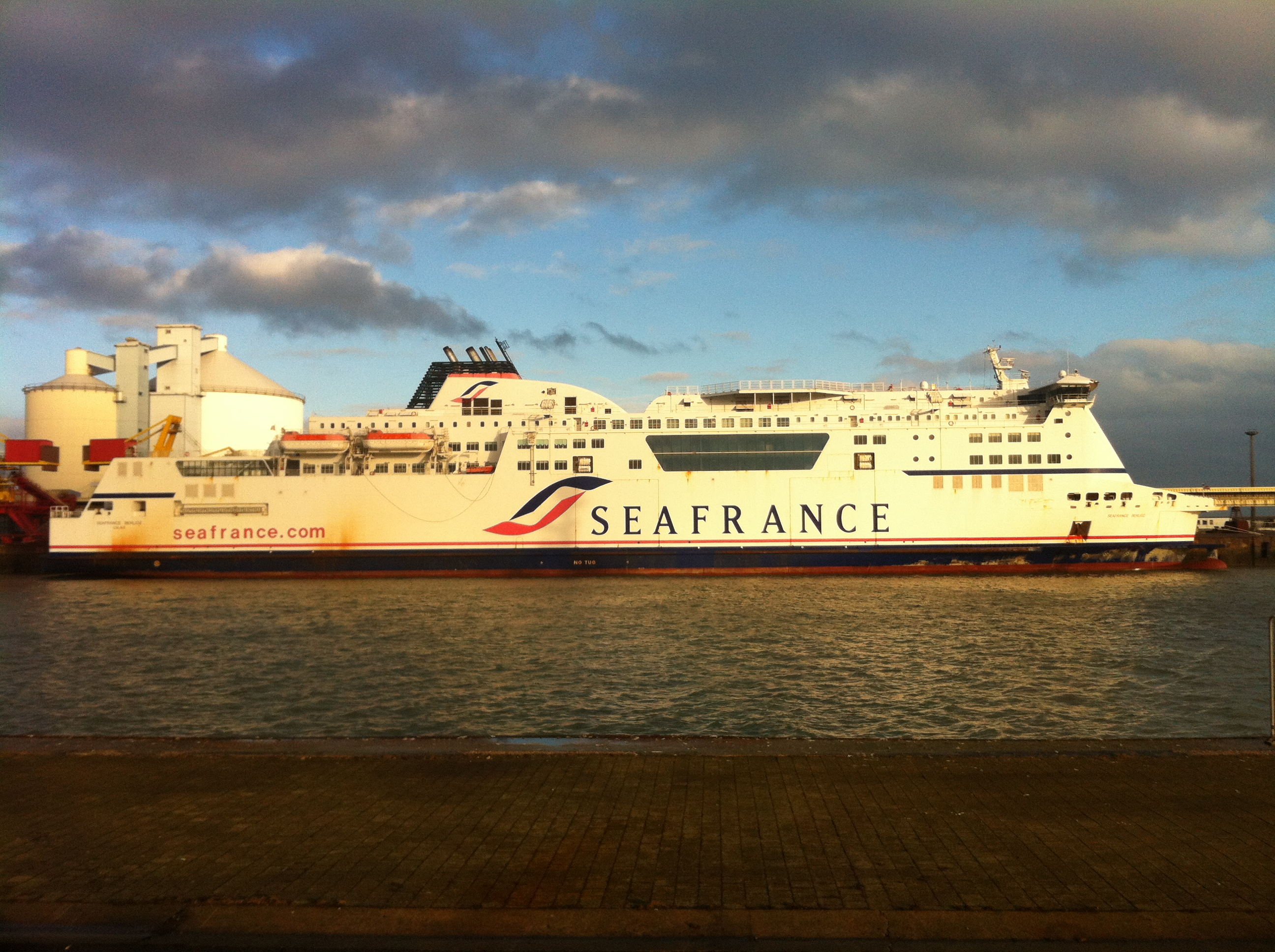
Seafrance Berlioz au Q.E.P (quai Henri Ravisse), au moment de la liquidation de SeaFrance.